# جواد دوزدوزانی
جواد دوزدوزانی خوشنویس اهل ایران است که در سال ۱۳۲۸ خورشیدی در شهر تبریز به دنیا آمد. او تا کنون بیش از ۲ هزار اثر خوشنویسی آفریده است. او در سال ۲۰۰۵ به عنوان برترین خوشنویس جهان اسلام معرفی شد. و نمایشگاههای متعددی در ایران و خارج از ایران برگزار کرده‌است.

## زندگی‌نامه
به نقل از خود استاد «تا چشم باز کردم، خودم را همدم خوشنویسان تبریزی و آثار چشم نواز آن بزرگواران یافتم زیرا پدرم حاج عزت الله، خوشنویس خوش ذوقی بود از شاگردان آقا فاضل تبریزی، خانه و کاشانه، محفل خوشنویسان، شعرا و علمای این دیار فرهنگی و فرهنگساز بود؛ البته بازی کودکانه من آشنایی با نی قلم و دقت به تراش دقیق و ماهرانه آن بود و سپس بازی بازیگوشانه با مرکب و قلم روی کاغذ و این‌ها بودند اسباب باز یهای کودکانه من.»